# Erminio Valenti
Erminio Valenti (ur. w 1564 w Spoleto, zm. 22 sierpnia 1618 w Faenzy) – włoski kardynał.

## Życiorys
Po ukończeniu studiów został doktorem prawa, i adwokatem w Rzymie u kardynała Ippolito Aldobrandiniego. Następnie był sekretarzem kardynała Pietro Aldobrandiniego i kanonikiem w bazylice watykańskiej. 9 czerwca 1604 został kreowany kardynałem prezbiterem i otrzymał kościół tytularny S. Maria in Traspontina. 3 sierpnia 1605 został wybrany biskupem Faenzy, a 18 września przyjął sakrę. Funkcję tę pełnił do śmierci.